# Taghjijt
Taghjijt (en arabe : تغجيجت et en tifinagh : ⵜⴰⴴⵊⵉⵊⵜ) est une ville située dans le sud du Maroc.
Elle est située dans la région de Guelmim-Oued Noun à 190 km d’Agadir et à 75 km de Guelmim (porte du Sahara).
Cette oasis est le territore de la tribu des Aït Brahim appartenant à la  confédération tribales des Tekna. 
Groupe tribal berbère d'origine berbère sanhajienne, parlant le  Tachelhit, vivant au sud du Maroc et au nord du Sahara. 
Composante importante du  "peuple sahraoui. Recensement espagnol de 1974 : Tekna (31,4 %), Reguibat (28,4 %), O. Delim (15,6 %), O. Tidrarine (12,2 %),
L'Oasis est entouré de la chaîne montagneuse appelée Bani faisant partie de l’Anti-Atlas. 
La région est parcourue de plusieurs cours d'eau asséchés comme l'oued Siad et l'oued Mait. 
Le climat de la région est semi-saharien, la pluie rare et la température atteint parfois 48 °C en été. La région est connue pour ses dattiers.
Les principales associations actives de la commune sont Assadaqua depuis 2000 et Afoulki depuis 2005